# Marcin Kazimierz Leonowicz
Marcin Kazimierz Leonowicz (ur. 10 lutego 1952 w Warszawie) – profesor nauk technicznych, specjalista w zakresie materiałów magnetycznych, nanomateriałów oraz materiałów inteligentnych.

## Życiorys
W 1978 ukończył studia na Wydziale Mechanicznym Technologiczny Politechniki Warszawskiej. W 1982 na Politechnice Warszawskiej uzyskał stopnień doktora, a w 1992 r. doktora habilitowanego. W 1999 r. otrzymał tytuł profesora nauk technicznych.
Odbył staże naukowe w Technische Uniwersitat Wien (1987) i University of Sheffield UK (1989-1994).
Od 1984 r. zawodowo związany z Politechniką Warszawską. W latach (1994-1999) pełnił funkcję prodziekana Wydziału Inżynierii Materiałowej. Był również Doradcą Strategicznym Rektora PW i członkiem Senatu uczelni. W 2000 r. objął stanowisko kierownika Zakładu Materiałów Konstrukcyjnych i Funkcjonalnych.
Jest członkiem Sekcji Materiałów Polimerowych Komitetu Nauki o Materiałach Polskiej Akademii Nauk oraz Polskiego Towarzystwa Materiałoznawczego. Od 2014 r. pełni funkcję przewodniczącego Interdyscyplinarnego Zespołu do Spraw Projektów Międzynarodowych w Narodowym Centrum Badań i Rozwoju.
Dorobek publikacyjny obejmuje ponad 250 artykułów i autorstwo lub współautorstwo 4 książek.

## Stanowiska
- 1994–1999 prodziekan Wydziału Inżynierii Materiałowej Politechniki Warszawskiej
- od 2000 r. kierownik Zakładu Materiałów Konstrukcyjnych i Funkcjonalnych[4]
- od 2014 r. przewodniczący Interdyscyplinarnego Zespołu do Spraw Projektów Międzynarodowych w Narodowym Centrum Badań i Rozwoju

## Członkostwa
- Senat PW w kadencjach: 2005–2008, 2012–2016, 2016–2020[3]
- Sekcja Materiałów Polimerowych Komitetu Nauki o Materiałach Polskiej Akademii Nauk[5]
- Polskie Towarzystwo Materiałoznawcze
- Rada Programowa czasopisma Composites Theory and Practice
- 2014–2015 grupa doradcza Komisji Europejskiej w zakresie programu Horizon 2020 (Leadership in Enabling and Industrial Technologies)[6]
- 2014–2017 grupa doradcza Komisji Europejskiej Spreading Excellence and Widening Participation
- Członek Zespołu Doradców Strategicznych Rektora PW[7].

## Ważne publikacje
- M. Leonowicz: Podstawy Nauki o Materiałach 1 – e-book, 2011.
- Gulzhian I. Dzhardimalieva, Anatolii D. Pomogailo, Aleksander S. Rozenberg, Marcin Leonowicz: Magnetic Metallopolymer nanocomposites: preparation and properties, Chapter 3 in Magnetic nanoparticles, Ed. Sergey P. Gubin, Wiley-VCH, 2009.
- M. Leonowicz, J. Wysłocki: Nowoczesne magnesy – struktura – właściwości – zastosowania, WNT 2005 r.
- M. Leonowicz: Nanokrystaliczne materiały magnetyczne, WNT 1998 r.
- M. Leonowicz: Nowoczesne materiały magnetycznie twarde. Wybrane zagadnienia, wyd. Politechniki Warszawskiej, 1996 r.
- M. Leonowicz, J. Kozłowska: Processing and Properties of Magnetorheological Fluids for Prospective Application in Passive Armour, IEEE Trans. Magn. 49 No 8 (2013).
- B. Michalski, K. Sielicki, M. Leonowicz, M. Szymański, Z. Miazga: Chemical composition and phase constitution of recycled metals from computer scrap, Environmental Protection Engineering, 42, 1 (2016).
- Zielinska, M. Leonowicz, H. Li and T. Nakanishi: Controlled Self-assembly of Alkylated- Compounds for Soft Materials – Towards Optical and Optoelectronic Applications, Current Opinion in Colloid & Interface Science 19 (2) (2014).